# 情報社会世界サミット大賞
情報社会世界サミット大賞(じょうほうしゃかいせかいサミットたいしょう)またはワールドサミットアワード(英：World Summit Awards 略称：WSA）は、デジタルコンテンツと革新的なアプリケーションで世界を代表するスタートアップ企業を選び、促進することを目指す国際アワード。
これは、国連世界情報社会サミット（WSIS）の枠組みの中で創設され、WSIS行動計画で義務づけられている。国際連合教育科学文化機関ユネスコ（UNESCO）と国際連合工業開発機関（UNIDO）と協力している。 オーストリアのザルツブルク国際ニューメディアセンター（ICNM）が主催している。
世界サミット賞は、地域のデジタルイノベーションを選択し促進し、社会の改善に大きな影響を与えるユニークな賞制度。 WSAは、進行中の一連の国際的なイベントや活動を、新興企業、社会起業家、メンター、スピーカー、専門家、政府リーダー、学界、市民社会と結びつけることで、ICTが社会に影響を与える。
WSAは現在15年の歳月を経て、180以上の参加国に社会的影響を与えるデジタルコンテンツの品質シールとなっている。
WSAは、文化の多様性とアイデンティティ、多様な情報コンテンツの作成、教育、科学、文化遺産のデジタル化を強調している。新しいインフォメーション・ソサエティのメリットをすべての人類にとってアクセス可能で有意義なものにすることを考え、特に、世界各地で作られた最高品質の電子コンテンツに一般の人々の認識を高めることを目指している。2017年時点で各大陸の180カ国以上の代表が参加している。

## 日本における受賞者
- 2005年　Learning & Education部門で国立研究開発法人科学技術振興機構（Japan Science and Technology Agency：JST）の「JSTバーチャル科学館」が受賞した。[3]
- 2007年　Business & Commerce部門で「愛きもの」が受賞した。[4]
- 2018年　Smart Settlements & Urbanization部門でバリアフリーマップアプリ「WheeLog!」が車いすユーザーの走行ルートを可視化する世界で唯一のクラウドソーシングマップとして受賞した。[5][6]
- 2023年　環境・グリーンエネルギー部門で株式会社オシンテックが提供する「RuleWatcher」が受賞した[7]。環境・社会問題に関連する一次情報源の国際情報を記事ページで読み、可視化された分析ページで世界のトレンドを調べることができる[8]。

## カテゴリ
毎年、5つのプロジェクトの各カテゴリで賞を授与されている。 カテゴリーは、国連の情報社会世界サミット（WSIS）の 世界サミットに関する研究 （概要）、UN Geneva Agenda 、  The Tunis Action Plan により、2017年時点では以下の通りである。
- Government & Citizen Engagement(政府＆市民参加)
- Health & Well Being(健康＆幸福）
- Learning & Education(学習＆教育）
- Environment & Green Energy(環境＆グリーンエネルギー)
- Culture & Tourism(文化＆観光)
- Smart Settlements & Urbanization(スマート決済＆都市化)
- Business & Commerce(ビジネス＆商業)
- Inclusion & Empowerment(インクルージョン＆エンパワーメント)
- Young Innovators (For young social entrepreneurs under 30 years of age)(若いイノベーター（30歳未満の若い社会起業家）)

## 事前選考
WSAには、170以上の国々を展開する国家代表者ネットワークがある。 彼らは、WSAの評価基準に適切なアプリケーションを各国的なICT市場にてスカウトすることである。 一部の国では、公式の国内選考大会を開催され、代表者を選出することになっている。

## 最終審査
国際的な専門家の審査員が各カテゴリーのベスト5プロジェクトを評価し 、 選定する。審査のプロセスは2段階での投票を行い、勝者を決定される。  

## グローバル会議
WSAは毎年3日間の会議を開催している。この会議は、電子コンテンツに関連する会議プログラムと優勝者の授賞式も行っている。 
2019年3月にバリアフリーマップアプリ「WheeLog!」がWSA Global Championsを受賞した。 